# Kuurne-Bruxelles-Kuurne 2016
Kuurne-Bruxelles-Kuurne 2016 var den 68. udgave af cykelløbet Kuurne-Bruxelles-Kuurne. Løbet var en del af UCI Europe Tour-kalenderen og blev arrangeret 28. februar 2016. Løbet blev vundet af Jasper Stuyven.

## Hold og ryttere
| UCI WorldTeams (13)- AG2R La Mondiale - BMC Racing Team - Etixx-Quick Step - FDJ - Giant-Alpecin - IAM Cycling - Katusha - Lotto NL-Jumbo - Lotto-Soudal - Orica-GreenEDGE - Sky - Tinkoff - Trek-Segafredo UCI Professionelle kontinentalthold (10)- Bora-Argon 18 - Cofidis, Solutions Crédits - Direct Énergie - Fortuneo-Vital Concept - Nippo-Vini Fantini - ONE Pro Cycling - Roompot-Oranje Peloton - Southeast-Venezuela - Topsport Vlaanderen-Baloise - Wanty-Groupe Gobert UCI Kontinentalhold (2)- Team3M - Crelan-Vastgoedservice |
| |

### Danske ryttere
- Søren Kragh Andersen kørte for Team Giant-Alpecin
- Magnus Cort kørte for Orica-GreenEDGE
- Christopher Juul-Jensen kørte for Orica-GreenEDGE
- Michael Mørkøv kørte for Team Katusha
- Sebastian Lander kørte for ONE Pro Cycling
- Martin Mortensen kørte for ONE Pro Cycling

## Resultater
| Nr. | Rytter                    | Hold               | Tid     |
| --- | ------------------------- | ------------------ | ------- |
| 1   | Jasper Stuyven (BEL)      | Trek-Segafredo     | 4:53.51 |
| 2   | Alexander Kristoff (NOR)  | Team Katusha       | + 0.17  |
| 3   | Nacer Bouhanni (FRA)      | Cofidis            | s.t.    |
| 4   | Dylan Groenewegen (NED)   | Team LottoNL-Jumbo | s.t.    |
| 5   | Lukasz Wisniowski (POL)   | Etixx-Quick Step   | s.t.    |
| 6   | Niccolò Bonifazio (ITA)   | Trek-Segafredo     | s.t.    |
| 7   | Peter Sagan (SVK)         | Tinkoff            | s.t.    |
| 8   | Edward Theuns (BEL)       | Trek-Segafredo     | s.t.    |
| 9   | Jonas Van Genechten (BEL) | IAM Cycling        | s.t.    |
| 10  | Scott Thwaites (GBR)      | Bora-Argon 18      | s.t.    |